# Paul Benthien
Paul Benthien (* 30. Mai 1914 in Hamburg; † 24. Juni 1982 ebenda) war ein deutscher Tischtennisspieler und Sportfunktionär. Er wurde 1933 deutscher Meister im Herren-Einzel. 1937 und 1938 wurde er mit dem Hamburger Sportverein Deutscher Mannschaftsmeister. Von 1975 bis 1979 war er der 24. Präsident des Hamburger Sportvereins.

## Leben

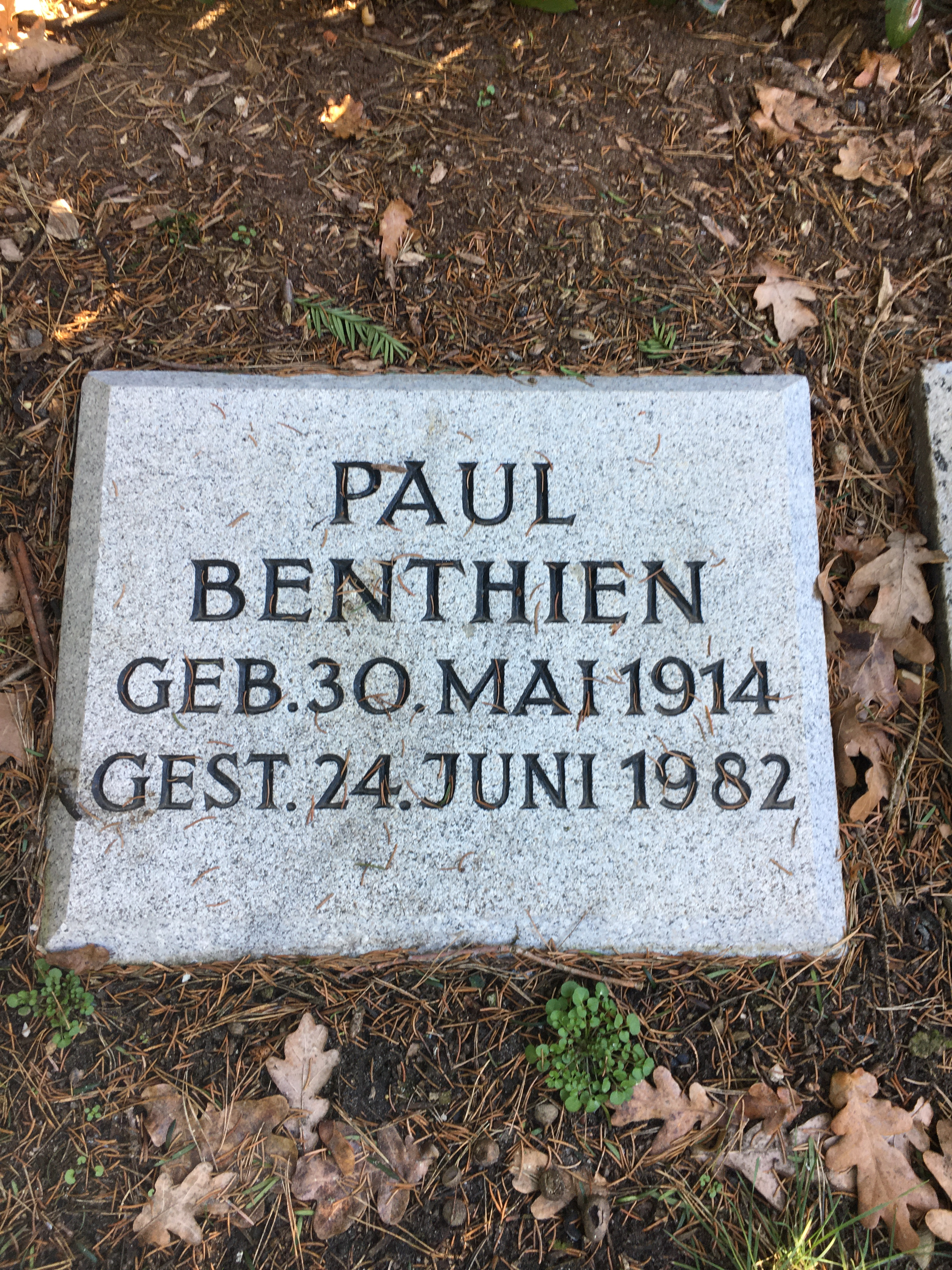
Kissenstein in der Familiengrabstätte auf dem Friedhof Ohlsdorf

Paul Benthien, der bereits 1923 dem HSV beitrat und dort zunächst Fußball und Leichtathletik betrieb, war der ältere Bruder von Heinz Benthien (der 1944 ebenfalls deutscher Meister wurde). Während seiner kaufmännischen Ausbildung von 1932 bis 1934 trat Paul 13 Mal für die deutsche Tischtennis-Nationalmannschaft an. Er spielte zeit seines Lebens beim Hamburger SV. Neben den Deutschen Meisterschaften im Einzel und mit dem HSV gewann er 1932 die Bronzemedaille im Herren-Einzel. 1933 gewann er mit der Auswahl Norddeutschlands den Deutschlandpokal durch einen Endspielsieg gegen Sachsen, nachdem es im Vorjahr zu Rang drei gereicht hatte. Auch nach dem Zweiten Weltkrieg spielte er noch in der Stadtliga. Bei der Tischtennisweltmeisterschaft 1932 in Prag belegte er mit der deutschen Herren-Mannschaft den fünften Platz.
Benthien betrieb von 1966 bis 1980 die Firma Paul Benthien Handelsvertretungen mit Sitz in der Johnsallee und lebte selbst im Jungfrauenthal. Beide Adressen liegen in der Nähe des alten HSV-Stadions am Rothenbaum. Bereits von 1965 bis 1968 war er Schatzmeister des Hamburger SV, nachdem er zuvor Vorsitzender der Amateurabteilung gewesen war. Am 1. Juli 1975 wurde er mit 284 Stimmen bei 28 Enthaltungen und 2 Gegenstimmen zum Präsidenten des HSV gewählt. Er löste den seit 1973 amtswaltenden Peter Krohn ab, der das Ehrenamt zugunsten der bezahlten Funktion des Generalmanagers abgab. 1973 hatte Benthien noch mit 95 zu 379 Stimmen gegen Krohn verloren. 1977 wurde er in einer Kampfabstimmung gegen Ewald Aukes mit 284 zu 186 Stimmen bei 62 Enthaltungen wiedergewählt. Benthien verpflichtete 1978 Günter Netzer als Manager. Der Hamburger SV wurde 1979 unter Trainer Branko Zebec zum vierten Mal deutscher Meister. 18. Dezember 1979 übergab Paul Benthien den Vereinsvorsitz an den von ihm favorisierten Wolfgang Klein der in einer Kampfabstimmung den 1977 als Manager ausgeschiedenen Peter Krohn besiegte. In Benthiens Amtszeit wurde der HSV 1979 Deutscher Fußballmeister, gewann 1976 den DFB-Pokal und 1977 den Europapokal der Pokalsieger.
1937 heiratete Paul Benthien, er starb 1982 nach schwerer Krankheit. Er wurde auf dem Friedhof Ohlsdorf beigesetzt. Die Familiengrabstätte liegt an der Cordesallee westlich von Kapelle 10 im Planquadrat N 26.

## Erfolge
- Teilnahme an Tischtennisweltmeisterschaften
  - 1932 in Prag: 5. Platz mit Herrenteam

- Nationale deutsche Meisterschaften
  - 1932 in Dresden: 3. Platz Herren-Einzel
  - 1933 in Hamburg: 1. Platz Herren-Einzel

- Internationale Meisterschaften
  - 1933 in Berlin: 2. Platz Herren-Einzel, 4. Platz Herren-Doppel (mit Erich Deisler)

- Deutsche Mannschaftsmeisterschaften mit dem Hamburger SV
  - 1937 in Frankfurt/Main: 1. Platz
  - 1938 in Hamburg: 1. Platz
  - 1939 in Hamburg: 2. Platz

- Gaumeisterschaften
  - 1933 in Hamburg: 1.Platz mit Norddeutschland

- Ranglistenplätze
  - 1933: 2. Platz der deutschen Rangliste

## Turnierergebnisse
| Verband | Veranstaltung     | Jahr | Ort  | Land | Einzel    | Doppel    | Mixed        | Team |
| ------- | ----------------- | ---- | ---- | ---- | --------- | --------- | ------------ | ---- |
| GER     | Weltmeisterschaft | 1932 | Prag | TCH  | letzte 64 | Scratched | keine Teiln. | 5    |